# Mulchfolie

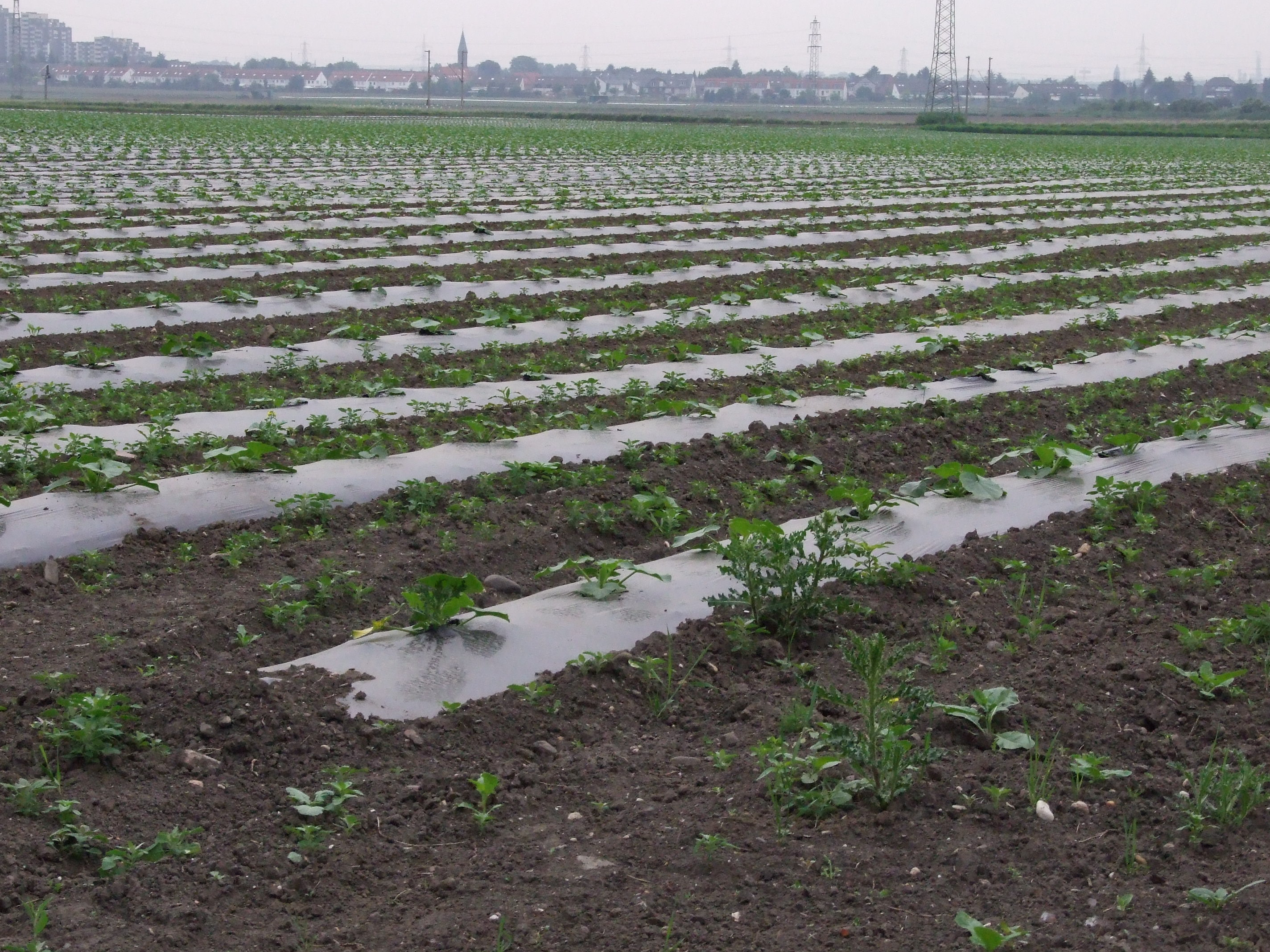
Gemüseanbau unter Einsatz von Mulchfolie

Als Mulchfolien oder Gartenbaufolien werden in der Landwirtschaft und im Gartenbau Kunststofffolien bezeichnet, die der Abdeckung des Bodens von Beeten oder Ackerflächen dienen (Mulchen). Für die anzubauenden Kulturpflanzen wird die Folie an der Stelle der Aussaat bzw. Pflanzung gelocht. Mulchfolien werden vor allem im Gemüse- und Erdbeeranbau eingesetzt.

## Wirkung
Die Abdeckung führt zu einer Erwärmung der unter der Folie befindlichen Erdoberfläche von etwa 2 °C gegenüber der Umgebung, wodurch die Pflanzen bei kühlen Temperaturen bessere Wachstumsbedingungen erhalten – im Sommer ist aber auch eine zu starke Erwärmung der obersten Bodenschicht möglich. Wegen der homogenen Bedingungen unter der Folie ist der Wachstumsverlauf der Nutzpflanzen gleichmäßiger. Der Boden unterhalb der Mulchfolie bleibt locker und trocknet weniger schnell aus. Die Bodengare und die Bodenfruchtbarkeit wird gefördert. Außerdem unterdrückt der Einsatz schwarzer Folie Unkrautwuchs auf den abgedeckten Flächen und kann somit die Notwendigkeit zur Anwendung von Herbiziden verringern. Auch die Ausbreitung bestimmter Pflanzenkrankheiten (z. B. Grauschimmelfäule) sowie die Auswaschung von Nährstoffen werden verringert. Im Endergebnis stellt sich eine Ertragssteigerung sowie eine frühere Reife der Früchte ein. Weiter wird die äußere Qualität der Früchte verbessert, da die Mulchfolie ein Verschmutzen des Ernteguts verhindert. Nachteilig beim Einsatz von Mulchfolie kann sein, dass wegen der Verminderung der Wärmeabstrahlung während der Nacht durch die Bodenbedeckung die oberirdischen Teile der Kulturpflanzen eher durch Nachtfröste geschädigt werden können.

## Materialien

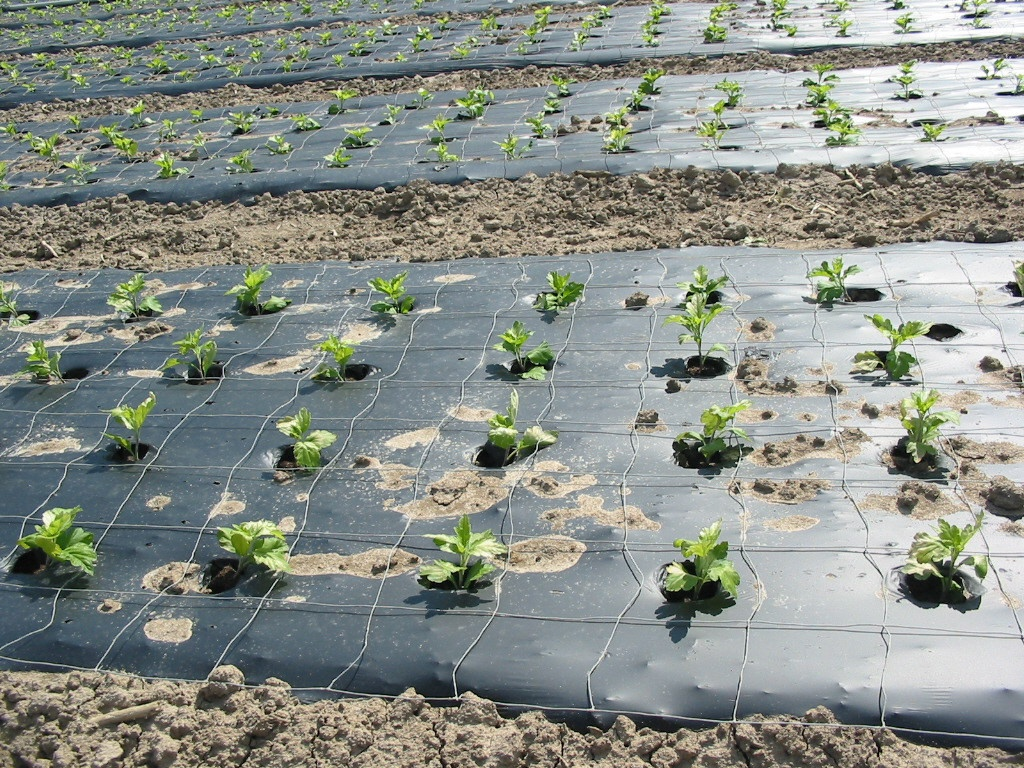
Mulchfolie aus bioabbaubarem PLA

Mulchfolien werden im Regelfall aus einer Polyethylen-Folie hergestellt, wodurch sie teilweise jahrelang zur Unkrautunterdrückung unter Kieswegen oder Mulchbeeten liegen bleiben können, ohne zu verrotten. Das Folienmaterial ist zumeist schwarz eingefärbt, es kommen aber auch weiße (sogenannte Milchfolien) oder transparente Folien zum Einsatz.
Alternativ können Mulchfolien aus biologisch abbaubaren Kunststoffen bestehen, z. B. aus nachwachsenden Rohstoffen. Der Hauptvorteil dieser Folien ist ihre Kompostierbarkeit. Die Folien verrotten im Regelfall nach etwa drei Monaten und ersparen so vor allem in Großbetrieben das Einsammeln der Folien nach der Ernte; die verrottenden Reste können problemlos untergepflügt oder im Kompost entsorgt werden. Neben biologisch abbaubaren Folien aus Stärkepolymeren sind seit 2007 auch Folien auf Milchsäurebasis (Polylactid-Polymere oder PLA) erhältlich, die wegen eines langsameren biologischen Abbaus eine längere Nutzung erlauben.
Aufgrund ihres deutlich höheren Preises ist der Einsatz von Mulchfolien auf Basis nachwachsender Rohstoffe jedoch bislang nur in bestimmten Anwendungen kostensparend und ihr Marktanteil entsprechend klein. Bei einem direkten Kostenvergleich 2006 wurde für den Einsatz einer biologisch abbaubaren Mulchfolie etwa der doppelte Preis berechnet wie für eine vergleichbare Polyethylen-Folie. In eine Wirtschaftlichkeitsbetrachtung müssen jedoch auch die Kosten für die Einsammlung, die Reinigung und die Entsorgung der Polyethylen-Mulchfolien einfließen.

## Einsatz

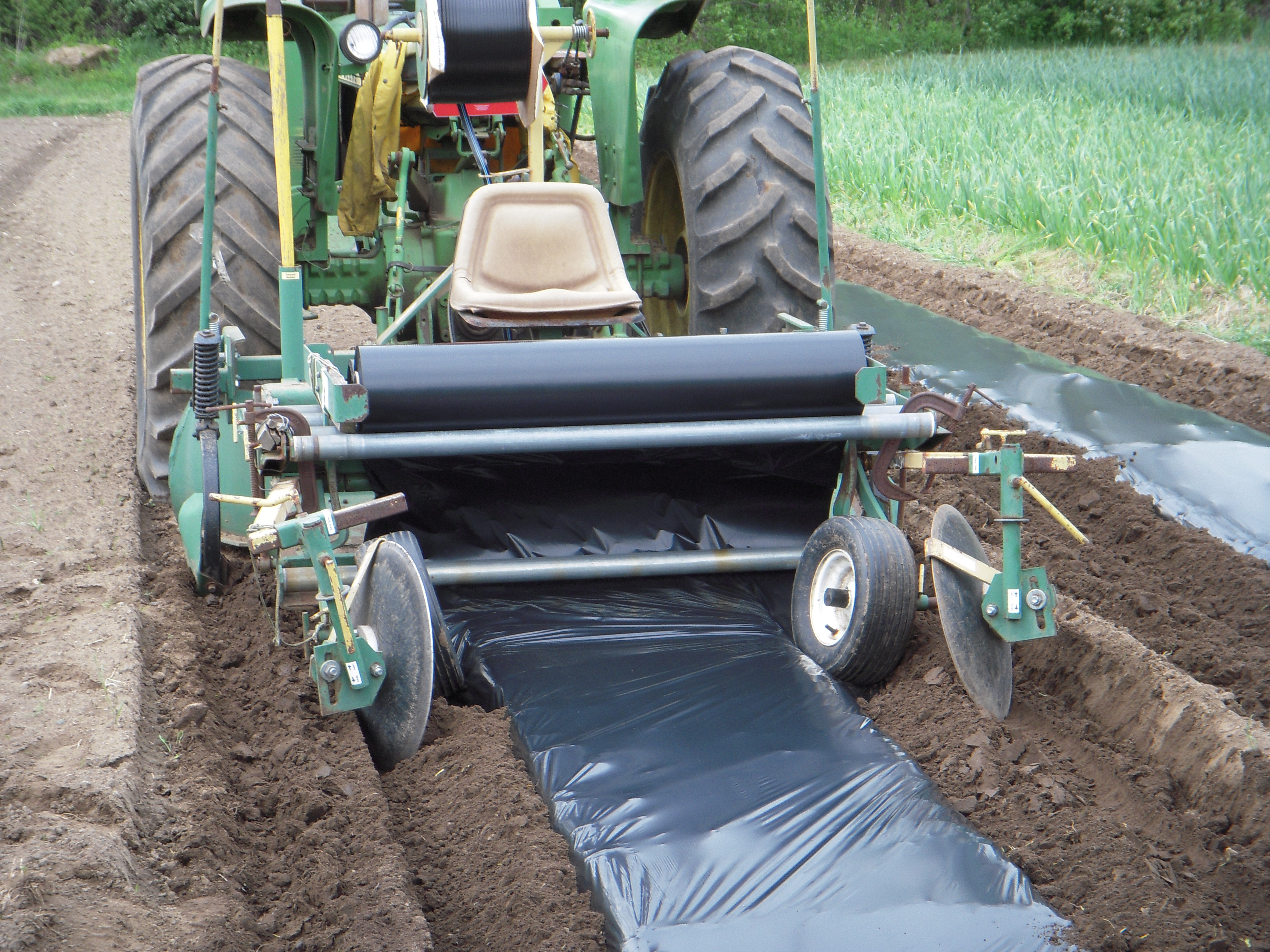
Folienlegemaschine im Einsatz

In Deutschland wurden Mulchfolien im Jahr 2008 auf 3935 Hektar eingesetzt. Für 2010 wird für Mulchfolien aus nachwachsenden Rohstoffen ein Marktumsatz in Deutschland von 18 Mio. Euro und für 2020 von 100 Mio. Euro prognostiziert.
Um größere Flächen in kurzer Zeit mit Folie belegen zu können, werden zumeist Folienlegemaschinen genutzt. Diese legen in einem Arbeitsgang die Folie ab und bedecken die Ränder der Folie zur Befestigung mit Erde.

## Nachteile
Mulchfolien sind eine bedeutende Ursache für die Bodenkontamination mit Mikroplastik.